# Freyella mutabila
Freyella mutabila is een zeester uit de familie Freyellidae.
De wetenschappelijke naam van de soort werd in 1976 gepubliceerd door Korovchinsky.